# Urrácal
Urrácal és una localitat de la província d'Almeria. L'any 2005 tenia 353 habitants. La seva extensió superficial és de 25 km² i té una densitat de 14,1 hab/km². Les seves coordenades geogràfiques són 37° 24′ N, 2° 22′ O. Està situada a una altitud de 744 metres i a 114 quilòmetres de la capital de la província, Almeria.

## Demografia
| 1996 | 1998 | 1999 | 2000 | 2001 | 2002 | 2003 | 2004 | 2005 |
| ---- | ---- | ---- | ---- | ---- | ---- | ---- | ---- | ---- |
| 345  | 332  | 332  | 349  | 341  | 338  | 330  | 350  | 353  |

Nombre d'habitants segons el cens de població de l'Institut Nacional de Estadística
|                  | 1842 | 1877 | 1887 | 1897 | 1900 | 1910 | 1920 | 1930 | 1940 | 1950 | 1960 | 1970 | 1981 | 1991 | 2001 | 2011 |
| ---------------- | ---- | ---- | ---- | ---- | ---- | ---- | ---- | ---- | ---- | ---- | ---- | ---- | ---- | ---- | ---- | ---- |
| Població de Dret | 850  | 825  | 819  | 951  | 963  | 983  | 935  | 906  | 883  | 765  | 652  | 478  | 402  | 328  | 340  | 336  |